# Kaouther Ben Hania
Kaouther Ben Hania, também conhecida como Kaouther Ben Henia ou Kaouther Benhenia (em árabe: كوثر بن هنية; 1977) é uma cineasta e roteirista tunisiana. Ela foi indicada ao Oscar de melhor filme internacional na edição de 2021 pelo filme The Man Who Sold His Skin.

## Vida e carreira
Kaouther Ben Hania nasceu em Sidi Bouzid. Estudou na École des Arts et du Cinéma (EDAC) na Tunísia, depois estudou na La Fémis e na Sorbonne em Paris.

## Filmografia
- Me, My Sister and the Thing, 2006
- Les imams vont à l’école, 2010[7]
- Yed Ellouh, 2013[8]
- Le Challat de Tunis, 2013[9]
- Zaineb Takrahou Ethelj, 2016[10]
- Aala kaf ifrit, 2017
- Les Pastèques du Cheikh, 2018[11]
- The Man Who Sold His Skin, 2020
- Les Filles d'Olfa (2023)